# Триста, Борис Акимович
Борис Акимович Триста (1908—1986) — советский инженер-металлург, лауреат Государственной премии СССР 1970 года.
Родился в Париже в семье русской учительницы Ольги Николаевны Скворцовой и кубинского врача Хоакена Триста. По отцу — внук Хосе Рафаэля Триста-и-Вальдеса, мэра города Санта-Клара. Какое-то время жил на Кубе, потом мать увезла его в Москву.
Окончил МВТУ им. Баумана (1931) и 5 курсов Всесоюзного заочного политехнического института (1956).
С 1932 года работал на строительстве Комсомольска-на-Амуре. Арестован 04.02.1933. Приговорен: Тр. ОГПУ 23 июня 1933 г., обвинение: 58-10, 11. Приговор: 3 года ИТЛ. В заключении в Вайгачской экспедиции ОГПУ. Освобожден 26.10.1934.
До 1939 года находился на инженерной работе в Арктике и на Колыме в проектном отделе Управления горнопромышленного строительства. Вместе с архитектором Н. Н. Юргенсоном автор проекта Усть-Утинской обогатительной фабрики (1936).
С 1939 года в Государственном институте по проектированию предприятий цветной металлургии (ГИППЦМ), главный инженер проекта.
Один из проектировщиков комбината Балхашцветмет.
В 1965 году в составе коллектива инженеров участвовал в разработке и внедрении специального кремниевого выпрямительного агрегата для электролиза, что позволило значительно снизить потери на преобразование и потери в шинопроводе.
В 1969 году в составе коллектива инженеров участвовал в разработке технологии первого в Советском Союзе автоматизированного комплексного цеха непрерывной разливки бескислородной меди.
Лауреат Государственной премии СССР 1970 года (в составе коллектива) — за создание и промышленное освоение первого в металлургической промышленности комплексно-автоматизированного цеха непрерывной разливки слитков из бескислородной меди, обеспечивающего резкое увеличение выпуска высококачественной кабельной продукции.
Похоронен на Новодевичьем кладбище.
Первая жена — Татьяна Николаевна Шкляр (1910—1958), доцент кафедры фитопатологии ТСХА. Вторая жена — Татьяна Юрьевна Шпаро (1918—1996).